# Stagioni diverse
Stagioni diverse (Different Seasons) è la seconda antologia di racconti scritta da Stephen King e pubblicata nel 1982, è costituita da quattro novelle.

## Elenco delle novelle
| nº | Titolo italiano                                                                | Titolo originale                                              |
| -- | ------------------------------------------------------------------------------ | ------------------------------------------------------------- |
| 1  | L'eterna primavera della speranza - Rita Hayworth e la redenzione di Shawshank | Hope Springs Eternal - Rita Hayworth and Shawshank Redemption |
| 2  | L'estate della corruzione - Un ragazzo sveglio                                 | Summer of Corruption - Apt Pupil                              |
| 3  | L'autunno dell'innocenza - Il corpo                                            | Fall from Innocence - The Body                                |
| 4  | Una storia d'inverno - Il metodo di respirazione                               | A Winter's Tale - The Breathing Method                        |

Sono stati tratti degli adattamenti cinematografici dalle prime tre, rispettivamente Le ali della libertà (1994), L'allievo (1998) e Stand by Me - Ricordo di un'estate (1986).

## Opere contenute

### Rita Hayworth e la redenzione di Shawshank
La storia inizia nel 1947, quando Andy Dufresne arriva nel carcere di Shawshank. A differenza di molti altri prigionieri, non è un criminale incallito ma un banchiere accusato di aver assassinato la moglie e il suo amante e per questo condannato all'ergastolo; si proclama innocente ma non viene creduto, anche a causa del suo temperamento apparentemente freddo e insensibile. Come molti nuovi arrivati, Andy si trova ad affrontare la dura vita del carcere fatta di numerosi abusi perpetrati dalle guardie e dalle "Sorelle", una banda di stupratori. 
Red, il narratore, è conosciuto in prigione come la persona che può procurare vari prodotti ai detenuti. La sua abilità nel consegnare materiale di contrabbando d'ogni tipo lo rende una celebrità tra i carcerati, e questa è la ragione per cui Andy lo avvicina: l'uomo richiede un martelletto con cui proseguire il suo hobby di studio dei minerali con le rocce trovate in cortile e un grande poster di Rita Hayworth.
Un giorno di primavera, Andy entra nelle grazie delle guardie e dei compagni detenuti: ascoltando casualmente una guardia parlare di problemi di tasse, sfrutta le sue capacità da banchiere per aiutarlo con delle pratiche legali in cambio di birre per sé e gli altri prigionieri. L'uomo inizia così a essere sfruttato da vari impiegati della prigione per varie pratiche di tassazioni, ottenendo in cambio alcuni favori come la protezione dalle Sorelle e il permesso di stare in cella da solo.
Quando Brooksie, il vecchio bibliotecario, viene rilasciato per buona condotta, Andy ne prende il posto ed inizia a spedire richieste al Senato per ottenere soldi per i libri, ottenendone la giusta quantità e ristabilendo la vecchia biblioteca.
Il direttore di Shawshank, Norton, un uomo tanto crudele quanto religioso, avvia un programma per far lavorare dei detenuti fuori dal carcere per una bassa paga, così da guadagnare anche tramite altre ditte, che lo pagano illegalmente per indirizzare i carcerati a lavorare anche in altri settori; Andy si occupa di "ripulire" il denaro, garantendo a Norton assoluta riservatezza e accontentandosi di un piccolo salario e dei suoi modesti privilegi. 
Dopo anni di prigionia, Andy sente Tommy, un altro prigioniero, riferire il racconto del suo incontro con un criminale che si vantava di aver ucciso un ricco golfista e la sua amante, moglie di un qualche banchiere, incastrando quest'ultimo per i delitti. Andy riconosce la propria storia e spiega a Norton la situazione, pregandolo di far riaprire il processo per indagare più a fondo. Il direttore però si rifiuta in quanto il detenuto è troppo utile: fa trasferire Tommy in un penitenziario di minima sicurezza, affinché i privilegi lo inducano a tacere, e usa i suoi contatti per far rilasciare il vero assassino alla libertà vigilata, dalla quale è scomparso. Andy suppone che il direttore non voglia farlo uscire per paura che riveli le attività illegali, ma Norton afferma che vuole "insegnargli l'umiltà", negando che Andy possa essere davvero innocente. Quando il prigioniero dichiara di volersi opporre dal continuare a lavorare per lui, minaccia di chiuderlo in isolamento e di togliergli i privilegi, rendendolo bersaglio di nuove violenze. Il detenuto quindi riprende a svolgere i suoi incarichi nei successivi quattro anni.
Prima di essere condannato all'ergastolo, Andy era riuscito con l'aiuto di un amico a vendere i suoi beni e a investire il denaro a nome di una persona inesistente. Questa persona, Peter Stevens, viene creata dall'amico di Andy che falsifica tutti i documenti necessari, nascosti sotto a una roccia nera in un muro di pietra che delimita un campo nella piccola città di Buxton, non lontana da Shawshank. Dopo molti anni di prigione Andy, che ha stretto amicizia con Red, glielo confessa, descrivendogli esattamente come trovare il posto e come raggiungere il Messico per aprire un hotel dove desidera vivere.
La mattina del 12 marzo 1975, dopo ventotto anni di prigione, Andy riesce a evadere. Dopo averlo cercato nei dintorni senza successo, Norton scopre che, per tutto quel tempo, Andy ha usato il martelletto non solo per scolpire i minerali, ma anche per aprire un buco nella friabile parete della sua cella, nascondendo i progressi con i poster di varie attrici (l'ultima è Linda Ronstadt). Dopo aver attraversato il muro, Andy è entrato nelle fogne e, superati 500 metri, ha raggiunto un campo ed è fuggito. In seguito all'evento, Norton è costretto a dimettersi con grande disonore.
Qualche tempo dopo, Red riceve una cartolina vuota da McNary, una piccola cittadina vicina al confine col Messico. Nel 1977 Red viene rilasciato sulla parola e tenta di rifarsi una vita fuori dal carcere, ma avendo trascorso in prigione 38 anni fatica a riadattarsi alla vita civile; un giorno fa l'autostop verso Buxton per raggiungere il posto indicatogli da Andy, dove scopre una somma di denaro e una lettera indirizzati a lui in cui l'amico lo invita a raggiungerlo in Messico. Red, così, si prepara a violare la libertà vigilata per raggiungere il compagno e vivere con lui da uomo libero.

### Un ragazzo sveglio
Nel 1974, nell'immaginaria cittadina di Santo Donato, il tredicenne Todd Bowden suona alla porta del vecchio immigrato tedesco Arthur Denker, accusandolo di essere il famigerato criminale nazista Kurt Dussander durante la Seconda Guerra Mondiale. Nonostante cerchi inizialmente di smentire, il vecchio è costretto ad ammettere la sua vera identità. Invece di denunciare Dussander alle autorità però, Todd gli chiede di raccontagli nel dettaglio tutti i suoi crimini di guerra, essendosi recentemente interessato all'Olocausto, minacciando di farlo arrestare se si rifiuta. Afferma infatti di aver lasciato una lettera riguardante Dussander a un suo amico, che la manderà alle autorità se dovesse accadergli qualcosa. Nei mesi successivi il ragazzino fa quotidianamente visita a Dussander, raccontando alla famiglia di stare assistendo un anziano nella lettura e facendosi svelare i dettagli più raccapriccianti delle sue atrocità. Per Natale, inoltre, Todd regala al vecchio una divisa da SS obbligandolo a indossarla e marciare a suo comando.
Mentre la sua relazione con Dussander continua, Todd comincia a soffrire di incubi e il suo rendimento scolastico, prima molto buono, ne risente. Dopo esser stato rimproverato dal padre per i suoi voti, Todd falsifica più volte la sua pagella prima di darla ai genitori, nonostante rischi di essere bocciato in diverse materie. Quando il consulente scolastico Ed French richiede un appuntamento con i Bowden, Todd è costretto a chiedere l'aiuto di Dussander, affinché si presenti a lui al loro posto, spacciandosi per suo nonno Victor. Dussander dice a French che il rendimento scolastico di Todd è peggiorato a causa di problemi a casa e lo rassicura che i voti si ristabiliranno.
Sapendo che Todd ha falsificato le sue pagelle e sta socializzando con un criminale di guerra, Dussander lo ricatta a sua volta affinché passi le sue visite da lui a studiare, riottenendo la sufficienza. Ritenendo Dussander ormai inutile, il ragazzo progetta di ucciderlo e spacciarlo per un incidente; Dussander intuisce tuttavia le sue intenzioni e lo informa di aver scritto anche lui un biglietto riguardo al coinvolgimento di Todd, chiuso in una cassetta di sicurezza in banca, che sarà trovato dopo la sua morte. Viene poi però rivelato che anche il vecchio, al pari di Todd, stava mentendo.
Nei mesi successivi Todd inizia a uccidere alcuni senzatetto alcolizzati, accorgendosi che gli omicidi in qualche modo lo aiutano a calmare gli incubi. Col passare degli anni, le sue visite a Dussander si fanno sempre meno frequenti. Pur perdendo la verginità, Todd trova i rapporti sessuali insoddisfacenti paragonati agli omicidi e cerca di razionalizzare il suo fallimento nel sesso perché la sua ragazza è ebrea. Quando le circostanze non gli permettono di continuare i suoi omicidi seriali, Todd inizia ad appostarsi vicino all'autostrada, fingendo di sparare alle macchine con il suo fucile da caccia. Nel frattempo anche Dussander, tormentato da incubi del suo passato, inizia a uccidere i senzatetto dopo aver finto di ospitarli in casa sua, seppellendo i corpi in cantina. Nonostante tale connessione, né Dussander né Todd sono inizialmente consapevoli degli omicidi dell'altro.
Una notte, mentre Dussander sta scavando la fossa per la sua ultima vittima, ha un attacco di cuore. Chiama quindi Todd, il quale termina la sepoltura e ripulisce la scena del crimine prima di chiamare un'ambulanza. All'ospedale, Dussander condivide la stanza con Morris Heisel, un vecchio ebreo sopravvissuto all'Olocausto. Todd fa visita Dussander e l'anziano gli rivela di aver mentito riguardo alla lettera nella cassetta di sicurezza, così come Todd mentiva riguardo al suo amico. Dussander ha letto sui giornali degli omicidi di senzatetto compiuti da Todd e afferma che tra loro è finita, avendogli salvato la vita.
Qualche giorno dopo, Heisel capisce che Denker è Dussander, comandante del campo di concentramento in cui era stato rinchiuso e dentro cui sua moglie e le sue figlie erano morte nelle camere a gas. Un cacciatore di criminali nazisti, Weiskopf, va da Dussander per rivelargli che è stato scoperto; a questo punto il vecchio, non appena l'uomo se ne va, ruba alcuni farmaci dall'ospedale con cui si suicida. Quando la vera identità di Dussander è rivelata al mondo tramite i giornali, Todd riesce a convincere i genitori che non fosse a conoscenza di chi fosse realmente Dussander. Il detective di polizia Richler interroga però Todd al riguardo e intuisce che il ragazzo è in qualche modo coinvolto nella faccenda e che conosceva bene la vera identità del vecchio. Un vagabondo, intanto, riconosce Todd come l'ultima persona vista assieme a molti dei barboni assassinati e avverte la polizia.
Nel frattempo Ed French, desideroso di complimentarsi per la promozione di Todd tra i quattro migliori sportivi dell'anno, telefona a suo nonno Victor, ricordandogli la loro precedente conversazione. Il vero Victor Bowden non ricorda ovviamente nulla e, come nota French facendogli visita, non somiglia neppure fisicamente a Dussander. Capendo che qualcosa non quadra, l'uomo controlla le vecchie pagelle di Todd, scoprendo che sono state falsificate. Successivamente, leggendo il giornale, riconosce in Dussander l'uomo con cui ha parlato anni prima riguardo ai voti di Todd e si dirige dal ragazzo per chiarire la questione. Istintivamente, Todd gli spara col suo fucile da caccia, uccidendolo, per poi recarsi alla sua postazione vicino all'autostrada portando con sé il fucile e tutte le munizioni. Viene infine abbattuto cinque ore più tardi dalle autorità.

### Il corpo
La storia è ambientata nel 1960 e vede come protagonisti quattro dodicenni che vivono a Castle Rock, nel Maine: Gordie Lachance, Chris Chambers, Teddy Duchamp e Vern Tessio. Un giorno di fine estate, Vern riferisce agli amici di aver sentito suo fratello maggiore Billy parlare del presunto ritrovamento del corpo di un loro coetaneo, Ray Brower, scomparso da qualche tempo mentre si trovava a raccogliere more; Billy non ha denunciato il ritrovamento perché stava guidando una macchina rubata.
I quattro ragazzini decidono di rintracciare il cadavere così da diventare famosi e mentono ai loro genitori su quello che faranno nei giorni successivi per partire indisturbati nei boschi fuori città. Il gruppo presenta diversi problemi personali e famigliari: Gordie, dotato di una grande capacità narrativa (alcuni suoi racconti sono presenti nella storia), è trascurato dai genitori, soprattutto dopo la morte del suo amato fratello maggiore Dennis, il preferito della coppia; Chris viene da una famiglia disastrata e per tale ragione viene automaticamente ritenuto un teppista da parte della comunità in cui vive, nonostante in realtà abbia un carattere coscienzioso e buono; Teddy, il più volgare e chiassoso dei quattro, soffre per la scomparsa del padre, con cui aveva un rapporto molto problematico; Vern, invece, è pavido e lento mentalmente. 
Seguendo la ferrovia verso la presunta posizione del corpo di Brower, i ragazzi affrontano diversi ostacoli e rafforzano il loro legame. Chris, una sera, predice a Gordie che un giorno diventerà un famoso scrittore e che le loro strade sono destinate a dividersi da lì a poco in quanto Gordie andrà al college grazie alla sua intelligenza, mentre loro sono destinati a rimanere a Castle Rock.
Una volta giunti sul posto, i ragazzi trovano il corpo e restano alquanto scossi. Poco dopo vengono raggiunti da Billy e la sua banda di amici, il cui capo è il violento e pericoloso Ace Merrill. Quest'ultimo vuole ottenere una ricompensa per il ritrovamento del cadavere finché Chris non tira fuori la pistola rubata al padre per minacciarlo e costringerlo ad andarsene. Dopodiché, anche i bambini tornano a casa; il corpo viene rinvenuto grazie alla telefonata anonima di uno dei ragazzi più grandi. Questi ultimi si vendicano in seguito dell'umiliazione subita: Ace rompe il naso e due dita di Gordie, il fratello maggiore di Chris (appartenente alla banda) rompe il braccio al fratello più piccolo e una sorte simile capita a Teddy e Vern. Ciò nonostante, i quattro si rifiutano di denunciare le violenze subite e il loro comportamento stoico permette loro di guadagnarsi il rispetto dei coetanei.
Viene poi descritto il futuro dei personaggi: il gruppo si separa come previsto da Chris, in quanto Teddy e Vern si allontanano dagli altri diventando i leader di un gruppo di ragazzi più giovani. Gordie frequenta il college insieme a Chris, quest'ultimo nonostante le critiche del padre, gli insulti dei compagni e l'indifferenza dei professori; entrambi riescono a terminare gli studi. Tre degli amici incorrono in una morte prematura: Vern muore nel 1966 in un incendio durante una festa in una casa; Teddy si schianta con l'auto sotto l'effetto di alcol e droghe uccidendo sé stesso e gli altri passeggeri del veicolo; Chris, studente di giurisprudenza al secondo anno, viene accoltellato mortalmente dopo aver cercato di separare due litiganti in un ristorante. Gordie diventa uno scrittore di successo, si sposa e ha tre figli; quella appena narrata è la sua ottava storia.

### Il metodo di respirazione
David Adley è un attempato notaio di Manhattan che frequenta un misterioso e inquietante club, a cui era stato invitato dal suo titolare Watergate. Il club non ha un nome né un registro dei membri ed è gestito dall'altrettanto misterioso Stevens, che pare non invecchiare mai. I membri del club hanno la possibilità di giocare a biliardo e a scacchi e di leggere, attingendo a una fornitissima biblioteca. Il maggiore intrattenimento del club sono comunque le strane storie, dei generi più vari, che raccontano i membri davanti al camino. Frequentando il club, David si accorge che diversi volumi della biblioteca sembrano scritti da autori completamente sconosciuti e pubblicati da case editrici inesistenti. Prova quindi costantemente il desiderio di chiedere a Stevens maggiori informazioni sul club, ma desiste sempre, non per timore di non avere risposta alle sue domande, ma perché qualcosa gli dice che sia meglio non porle. 
Il giovedì sera prima di Natale, l'argomento delle storie narrate è comunque sempre il paranormale. In una di queste occasioni, l'anziano medico Emlyn McCarron racconta la storia di una ragazza, che chiama con il finto nome Sandra Stansfield, che molti anni prima si recò da lui, chiedendogli di assisterla durante la gravidanza. Sandra era infatti incinta e non sposata, quindi malvista dalla società dell'epoca. McCarron le diede numerosi consigli e le insegnò anche il metodo di respirazione, successivamente chiamato “Metodo Lamaze”. La vigilia di Natale, Sandra è in travaglio e si reca all'ospedale in taxi, mettendo in atto il metodo. A causa del ghiaccio però il taxi viene coinvolto in un incidente stradale a cui assiste McCarron stesso, proprio davanti all'ospedale e Sandra muore decapitata. Nonostante ciò, la sua testa e il suo corpo continuano a respirare secondo il metodo per diversi minuti e McCarron riesce a far nascere il bambino. Dopo il parto, McCarron è certo di udire Sandra che lo ringrazia, dopodiché il suo corpo smette di muoversi. Il bambino verrà poi adottato.
Concluso il racconto, i membri del club se ne vanno. David tenta di nuovo di chiedere a Stevens da dove provengano i numerosi oggetti del club fabbricati da ditte apparentemente inesistenti, ma avvertendo l'atmosfera attorno a sé farsi minacciosa, desiste ancora una volta ed esce.

## Genesi dell'opera
Le novelle contenute in Stagioni diverse nascono come "storie di letto", idee sviluppate mentalmente, la sera, a letto, mentre durante il giorno King era già impegnato nella stesura di romanzi.

## Collegamenti ad altri romanzi di King
- In Un ragazzo sveglio Dussander ricorda di aver usato, dopo la guerra, una banca del Maine per acquistare dei titoli con uno pseudonimo. Afferma, inoltre, che il banchiere che glielo ha procurato è stato arrestato per l'omicidio della moglie un anno dopo l'acquisto. Tale personaggio è Andy Dufresne, protagonista della novella Rita Hayworth e la redenzione di Shawshank.
- In Un ragazzo sveglio quando si confronta con Todd riguardo ai suoi omicidi, Dussander menziona il serial killer Springheel Jack, personaggio del racconto Primavera da fragole nel libro A volte ritornano.
- Sempre in Un ragazzo sveglio, Ed French menziona che il numero della sua camera è il 217, la stessa del famoso Overlook Hotel in Shining. Inoltre, in quest'ultimo romanzo, Jack Torrance lavora su un gioco che comprende un personaggio di nome Denker, come l'alter ego di Dussander.
- Ne Il corpo viene menzionato Cujo, il san Bernardo protagonista dell'omonimo romanzo.
- Ne Il corpo il personaggio di Ace Merrill da adulto, verrà riproposto all'interno del romanzo Cose preziose e citato anche nella novella Il fotocane contenuto nella raccolta Quattro dopo mezzanotte, dove tra i protagonisti vi è suo zio Pop.

## Adattamenti cinematografici
- Il film Stand by Me - Ricordo di un'estate è un adattamento del racconto Il corpo.
- Il film Le ali della libertà è un adattamento del racconto Rita Hayworth e la redenzione di Shawshank.
- Il film L'allievo è un adattamento del racconto Un ragazzo sveglio

## Nella cultura di massa
- Il brano degli Anthrax A Skeleton in the Closet, pubblicato nell'album Among the Living del 1987, è ispirato al racconto Un ragazzo sveglio.
- La quarta puntata della prima stagione della serie TV Stranger Things, intitolata Chapter Four: The Body, ricalca il racconto omonimo contenuto in Stagioni Diverse.

## Accuse di plagio
George McLeod, scrittore amico di King, sostiene che il racconto The Body sia stato ispirato da una sua breve storia, i cui principali elementi siano stati incorporati nel libro di King. Quando uscì il film tratto dal racconto, Stand by Me - Ricordo di un'estate, McLeod chiese che il suo nome apparisse nei titoli di testa, e che ottenesse parte dei diritti. King rifiutò la proposta, e ciò segnò la fine della loro lunga amicizia.

## ISBN
- ISBN 0670272663 (copertina in tela, 1982)
- ISBN 0606007881 (prebound, 1982)
- ISBN 0451167538 (mass market paperback, 1983, reprint)
- ISBN 0451197127 (mass market paperback, 1998)
- ISBN 0786226307 (hardcover, 2000, Large Type Edition)
- ISBN 0751504335 (paperback, 2003)
- ISBN 9788820076931 (hardcover, 2023)

## Edizioni
- Stephen King, Stagioni diverse, traduzione di Amato B., Formenti P. e Piccioli M., collana Narrativa, Sperling & Kupfer, 1987,  p. 600, ISBN 88-200-0665-0.
- Stephen King, Stagioni diverse, traduzione di Amato B., Formenti P. e Piccioli M., collana Narrativa, Pickwick Libri, 2013,  p. 588, ISBN 978-88-6836-074-0.
- Stephen King, Stagioni diverse, traduzione di Andrea Cassini, Stefano Giorgianni, Simona Vinci e Loredana Lipperini, collana Narrativa, Sperling & Kupfer, 2023,  p. 528, ISBN 9788820076931.